# 베니의 주말 2
《베니의 주말 2》(영어: Weekend at Bernie's II)는 미국에서 제작된 로버트 클레인 감독의 1993년 블랙 코미디 영화이다. 1989년 블랙 코미디 영화 《베니의 주말》의 후속작이다. 앤드루 매카시, 조너선 실버먼 등이 출연하였고, 빅터 드레이 등이 제작에 참여하였다.

## 줄거리
래리 윌슨과 리처드 파커는 맨해튼의 영안실에서 그들의 CEO인 버니 로맥스의 시신을 본다. 래리는 버니의 신용카드를 포함한 버니의 소유물 일부를 얻기 위해 버니가 자신의 삼촌이라고 거짓말한다. 보험 회사에서 래리와 리처드는 상사와 회사 내부 조사관인 아서 험멜에게 버니가 횡령한 200만 달러에 대해 질문을 받는다. 그들은 돈의 행방을 모른다고 부인하지만, 상사는 그들이 거짓말을 한다고 믿고 그들을 해고한다. 또한 그는 험멜을 그들 뒤에 붙여 그들의 유죄를 증명할 두 주를 준다.
버니의 신용카드로 결제한 저녁 식사 자리에서 래리는 리처드에게 세인트토머스의 미국령 버진아일랜드에서 대여 금고 열쇠를 찾았다고 말한다. 래리는 리처드에게 직장 컴퓨터를 사용하여 200만 달러가 버니의 계좌에 있는지 확인해 줄 수 있는지 묻는다. 처음에는 리처드가 거절하지만 결국 동의한다.
한편, 미국령 버진아일랜드에서는 모부라는 부두교 여왕이 폭력배들에게 고용되어 버니가 훔친 200만 달러를 찾는다. 그녀는 헨리와 찰스라는 두 하인을 뉴욕으로 보내 버니의 시신을 가져오고, 부두 의식을 사용하여 그를 되살린 다음, 그를 자신에게 데려와 돈의 위치를 알려주게 한다. 버니를 되찾으려는 그들의 시도는 사고로 가득하다. 그들은 수상한 성인 영화 극장의 화장실에서 부두 의식을 준비한다. 희생될 닭을 잃고, 그들은 대신 비둘기를 사용한다. 그 결과 버니는 되살아나지만 음악을 들을 때만 움직인다. 42번가-그랜드 센트럴 지하철역에서 헨리와 찰스는 곧 그들의 붐박스를 훔쳐간 남자를 쫓아 버니를 버린다.
그날 밤 늦게 래리와 리처드는 버니의 계좌를 확인하기 위해 사무실 건물에 몰래 들어가지만, 버니만이 계좌를 열 수 있다는 것을 알게 된다. 경찰관들이 곧 그들을 무단 침입으로 체포한다. 풀려난 후, 그들은 버니를 찾는다. 그들은 버니가 여전히 완전히 죽었다고 믿고, 그를 여행 가방에 넣어 버진아일랜드로 가져가 호텔 방의 작은 냉장고에 넣는다.
두 사람도 모르게 험멜은 횡령된 현금을 회수하기 위해 그들을 뒤쫓고 있다. 남자들은 버니를 이용하여 그의 대여 금고를 열지만, 지도만 찾는다. 한편, 래리는 클라우디아라는 사랑스러운 원주민 소녀와 친구가 되어 그녀에게 지도를 준다. 헨리와 찰스는 두 사람을 붙잡아 모부에게 데려간다. 폭력배 중 한 명이 리처드의 머리에 총을 겨누자, 그녀는 리처드에게 독극물을 마시게 하고 해독제를 얻으려면 해 질 녘까지 지도를 찾아야 한다고 말한다.
래리, 리처드, 클라우디아가 재회했을 때, 그들은 언데드 버니가 움직이는 것을 보고 충격을 받으며 그가 그들을 200만 달러 쪽으로 이끌고 있다는 것을 깨닫는다. 그들은 그를 계속 움직이게 하기 위해 헤드폰이 달린 워크맨을 그의 머리에 씌운다. 버니가 물속에서 큰 상자를 발견하자, 그들의 흥분으로 래리는 실수로 작살총으로 버니의 머리를 쏴서 헤드폰을 파괴한다.
그들은 버니를 수면으로 데려오려 하지만 버니는 상자를 놓지 않으려 하고, 상자는 물 밖으로 끌어올리기에는 너무 무겁다. 결국 그들은 버니를 음악이 나오는 마차에 묶는다. 처음에는 효과가 있는 듯하지만, 내리막길로 내려가자 마차가 통제 불능이 된다. 결국 마차는 모부의 집으로 향한다. 버니는 큰 나뭇가지에 부딪혀 공중제비를 돌다가 모부를 기절시킨다. 충돌로 인해 버니는 상자를 땅에 떨어뜨리고 상자가 부서진다. 래리는 돈을 긁어모으려 하지만 험멜(이제 언데드 버니가 걷는 것을 보고 약간 정신이 나간 상태)에게 붙잡히고, 그는 험멜에게 200만 달러를 준다. 모부가 활동 불능이 되자, 의사인 클라우디아의 아버지는 처녀의 피를 구할 수 있다면 리처드를 치료할 수 있다고 말한다(래리는 자신이 제공할 수 있다고 고백한다). 폭력배들과 모부는 체포된다.
래리는 리처드에게 자신이 보험 회사에 200만 달러를 돌려주었다고 고백하지만, 버니가 300만 달러를 훔쳤다는 것을 알게 된 후였다. 래리와 리처드는 남은 백만 달러 중 일부를 사용하여 매력적인 여성들이 승무원으로 있는 요트를 구입한다. 버니는 부두교에 의해 염소로 변한 헨리와 찰스를 사육제 행진을 통해 이끈다.

## 출연진
- 앤드루 매카시
- 조너선 실버먼
- 테리 카이저
- 배리 보스트윅
- 트로이 바이어
- 노벨라 넬슨
- 톰 라이트
- 스티브 제임스
- 게리 도단
- 스택 피어스
- 콘스턴스 슐먼

## 기타 제작진
- 공동 제작: 돈 카모디
- 협력 제작: 하워드 엘리스
- 배역: 제이슨 라퍼두라
- 미술: 마이클 볼턴
- 의상: 핀